# サントノフリオ
サントノフリオ（イタリア語: Sant'Onofrio）は、イタリア共和国カラブリア州ヴィボ・ヴァレンツィア県にある、人口約3,100人の基礎自治体（コムーネ）。

## 地理

### 位置・広がり

#### 隣接コムーネ
隣接するコムーネは以下の通り。
- フィロガーゾ
- マイエラート
- ピッツォ
- ステファナーコニ
- ヴァッツァーノ
- ヴィーボ・ヴァレンツィア